# Genki Haraguči
Genki Haraguči (japonsko 原口 元気), japonski nogometaš, *9. maj 1991.
Za japonsko reprezentanco je odigral 74 uradnih tekem.